# えのき氷

えのき氷をPRする長電バスのラッピングバス（2017年2月、飯山駅にて）

えのき氷（えのきごおり、えのきこおり）とは、エノキタケを主原料とする加工食品であり、長野県中野市農業協同組合（以下、JA中野市）の登録商標である（登録番号 第5340131号）。
エノキタケを水とともに粉砕・加熱した後、冷凍庫で凍結することにより、保存食として家庭でも手軽に作ることができ、エノキ本来の栄養分を効率よく摂取できるとされている。既に加工された形で販売もされており、2011年以降、全国的な注目を集めたヒット商品である。

## 歴史

### 考案者とエノキタケの出会い
えのき氷の発案者、阿藤博文は1947年長野県中野市に生まれた。この地域は、もともと行李（旅行の荷物入れなどに用いるカゴ）の材料となるコリヤナギの産地だった。阿藤の地元では、新しいことに挑戦しようという気風があり、プラスチックの普及で行李の生産は縮小していくことを見据え、農家たちはコリヤナギから当時研究途上だったきのこの栽培に切り替えはじめていた。
リンゴ、モモなどの果樹栽培を営んでいた阿藤家も、やがて他の地元民と同じくきのこ栽培を開始することになった。工業高校を卒業して会社員として就職した阿藤は、農業収入が会社員の初任給を上回ることを知ったことで、半年余りで会社員を辞め、実家の家業を引き継ぐことにした。そのとき阿藤は18歳だった。
当時はエノキダケの施設栽培は始まったばかりであり、施設内の温度管理は寒冷期に練炭を焚く程度で、自然栽培と同様、秋から冬にかけて栽培して、夏に収穫していた。20歳になった阿藤は、新しいことに挑戦したいと考え、22人の有志で結成されたきのこの冷房栽培研究会に加わった。当時最年少だった。
阿藤は試行錯誤を重ね、37歳のときにエノキダケの栽培工場を設立した。これまで手作業だった植菌、菌掻き、瓶詰めといった工程をすべて自動化し、家族経営だった事業を雇用に切り替えたことにより、生産能力は6倍まで向上した。

### 農協役員としての奮闘
阿藤は経済成長期にあった当時の日本で花の消費の増加を見込み、シャクナゲの栽培も開始していた。しかし、あるとき大雪のため栽培していたビニールハウスが潰れてしまった。その後、農業協同組合（農協、JA）の支援によりシャクナゲの栽培を再開できるようになった経験から、農協運動にのめり込むようになった。2001年には監事になり、2007年にはJA中野市の組合長に就任した。阿藤は農業者の所得を向上させるため高付加価値農業の実現に取り組んだ。
このとき既に中野市はエノキタケの生産量が日本一となっていた。しかし、鍋の具材のイメージが強いエノキタケは夏に需要が減るのが悩みの種だった。

### えのき氷の発案
阿藤が着目したのはエノキタケの健康に対する可能性だった。実際、2005年にJA中野市が実施した試験でエノキタケを毎日100グラム摂取すると、血液流動性が改善するという検証結果が得られた。だが、エノキタケを毎日100グラム摂取するのは現実的に難しかった。阿藤は、夏場の消費拡大をもくろみ、エノキタケの新たな調理法を研究した。
最初に着想したのは、エノキタケをお茶のように煎じて飲めないか、というアイデアだった。エノキタケを包丁で細かく刻むのは手間がかかるため、ミキサーにかけたところ、エノキタケの弾力にまけて刃が空回りしてしまい、束がばらばらになるだけで、細かく刻めなかった。試しに水を加えてミキサーにかけてみると、ドロドロとした液体になったため、これを火にかけたところなんとかペースト状の食材として完成したものとなった。冷蔵庫で保管したら10日で腐ってしまうため冷凍庫で凍らせ、使うたびに解凍するということにした。

### 生産・販路の確立
偶然の産物として完成した「えのき氷」について、阿藤は東京農業大学の江口文陽に相談した。すると、この調理法なら効率よく栄養分を吸収できるとお墨付きをもらった。
阿藤は、2008年5月から本格的にえのき氷をつくりはじめ、商品化を目指した。しかし、中野市には当時、冷凍食品を作るための施設がなかった。阿藤の同僚だった日本きのこマイスター協会の理事長前澤憲雄に相談し、平林産業の社長である平林京子とのコネをつかむことができ、3年かけてえのき氷を商品化させることに成功した。その後、「えのき氷」の名称は、商標として2009年12月1日に出願され、2010年7月23日に登録されている。
2011年にえのき氷は、長野県内を中心に販売を開始した。まもなく健康や美容に良いと報道されブームとなった。やがて減量効果があるという口コミが広がり、JA中野市が実施するえのき氷の通信販売は1〜2か月待ちという状況だったこともある。
この盛況ぶりは「ゆるキャラに頼らない町おこし」として報道されたこともある。阿藤は2013年のテレビ番組の取材に対して、今後外食チェーンとも提携して、さらにえのき氷の販売を拡大する方針であることも発表している。
他にも阿藤博文は、エノキタケをヨーグルトと組み合わせることも構想しており、実際こちらは長野市農業協同組合と信州大学工学部の共同で商品化された。
その後阿藤は3期9年間組合長を務めた後、2016年に退任した。

### 観光資源としてのえのき氷
テレビ番組などで取り上げられた後から、品質が保証されない類似品が出回るようになり2011年にはJA中野市が注意を呼びかけた。
上信越自動車道にある東部湯の丸サービスエリアの上り線では、ソーセージにえのき氷を練り込み野沢菜を添えたホットドッグ「信州ドッグ えのき氷&野沢菜」が販売され、観光資源としても利用されはじめている。

## 効果
東京農業大学の江口文陽らによる臨床試験の結果、他のえのき加工食品ではほとんど効果がみられなかった中、えのき氷の摂食後2か月で糖尿病の予防・改善効果が確認された。江口らによると、えのき氷を料理に使用して日常的に摂取することで、便秘の解消や免疫力の向上など、生活習慣病を改善させる可能性があり、体臭を抑え、美肌効果、冷え症にも効果が期待できるという。実際、阿藤はえのき氷を食べ続けたら加齢臭がなくなったという。江口によると、有効成分はキノコキトサン、β-グルカン、エノキタケリノール酸であり、えのき氷は粉砕・加熱・凍結の過程で
1. 細胞壁の物理的破砕
2. 成分の熱水による抽出
3. 凍結による細胞壁の破壊

によってその有効成分の効果を高めることができると説明している。
なお、えのき氷には食物繊維が豊富に含まれているため、便通がゆるくなる可能性もあるので、一度に多量に摂取するのは控えたほうがよいともされる。1日摂取量の目安は、市販のサイズで1日3個である。
同様の調理法で料理研究家の村上祥子は「たまねぎ氷」を考案している。こちらは村上が代表取締役を務める株式会社ムラカミアソシェーツの登録商標である（登録番号 第5573463号）。また「かぼちゃ氷」という製品も市場に出回っている。
料理研究家の羽賀敦子によると、野菜やきのこに対して、ミキサーによる粉砕、さらに加熱・冷凍を行う工程は、第7の栄養素と呼ばれる「フィトケミカル」を引き出すのに最も効果的な方法であるという。

## 利用
えのき氷にはくせがないので炊飯器でご飯と一緒に炊くなど、どんな料理にも用いることができる。お茶やジュースに混ぜるのも一般的な使用法である。阿藤はえのき氷を焼酎に入れたものを愛飲するようになってから二日酔がなくなったという。
通常のだし汁やスープにえのき氷を加えて味噌汁やカレーの隠し味とする利用法が一般的である。えのき氷を料理に用いることで、エノキタケのうま味が加わり「だし効果」が得られ、減塩にもつながる。長野県園芸作物生産振興協議会（以下、振興協議会）によると、「粉物との相性が良い」「料理の柔らかさを持続させる」という特性もえのき氷にはあるという。これらはうま味成分のグアニル酸ととろみ成分の粘性多糖類の作用である。振興協議会は、卵の代わりとしてハンバーグのつなぎやとんかつの衣に利用する方法や、オムレツやシフォンケーキをふっくらとした仕上がりにさせるため、材料の卵自体に溶き入れる方法も紹介している。
また東京農業大学の江口文陽は、えのき氷のとろみを嚥下障害のある高齢者に対して応用することも提唱している。

## 調理法
水を加えてミキサーで砕いたエノキタケを鍋で煮てから凍らせるというシンプルな調理法だが、いくつかのアレンジが存在する。
例えば加熱の方法にも、1時間煮る方法、10分間圧力鍋で煮る方法、20分煮たあと鍋ごと保温袋に入れて1時間余熱で火を通す方法などが紹介されている。
ビタミンDを増加させるため、エノキタケはミキサーにかける前に日光に晒すとよいともされる。

## 学会発表・論文など
- 江口文陽ら「えのき氷の摂食による抗糖尿病効果」『日本きのこ学会大会講演要旨集』18巻149頁。2014年9月1日。
- 市村昌紀ら「えのき氷の摂食による効能解析」『日本きのこ学会大会講演要旨集』15巻133頁。2011年8月20日。
- 宮澤紀子ら「えのき氷の抗炎症効果および免疫調節作用」『日本木材学会大会研究発表要旨集』65巻CD-ROM, ROMBUNKO. O17-P-F11。2015年5月1日。
- 宮澤紀子ら「えのき氷摂取がリポ蛋白プロファイルに与える影響:ゲルろ過HPLC法による粒子数解析」『日本動脈硬化学会総会・学術集会プログラム・抄録集（web）』47巻241頁。2015年1月25日。
- 市村昌紀「中性脂肪が減る「えのき氷」」『現代農業』91巻12号、292-295頁。2012年12月。

## 読書案内
- 公益社団法人長野県栄養士会 監修『長野県栄養士会の野菜たっぷり減塩レシピ』マイナビ、2013年。
  - 県を挙げて「減塩運動」にとりくみ平均寿命全国1位を達成した長野県栄養士会監修の健康レシピ本。えのき氷のおすすめの作り方が掲載されている[21]。
- 西尾季隆『えのき氷本当にすごいから試してよ!マニュアル』ルックナゥ、2013年。
- 江口文陽 監修『からだがよろこぶエノキ氷健康レシピ』メディアファクトリー、2012年。
- 塩入公子『エノキ氷レシピ : やせる健康調味料』講談社、2012年。